# Cerro Tabaco
El cerro Tabaco es una montaña en Chile, ubicada en la provincia de San Felipe en la Región de Valparaíso, a unos 90 km al norte de Santiago. 
El cerro Tabaco se ubica al poniente de la localidad de El Asiento, a 15 km del centro de la ciudad de San Felipe, camino al pueblo de Putaendo. Su cumbre es el punto más alto de un cordón de la cordillera de la Costa denominado serranía del Asiento, que se extiende de norte a sur de manera paralela a la cordillera del Melón. El cerro Tabaco tiene una altura de 2 340 m, y se ubica entre el cerro El Calvario (2 135 m) al sur y el cerro Garabato (2 264 m) al norte.
De acuerdo a la Estrategia Regional de Biodiversidad, es un sitio prioritario de conservación, inserto en la formación vegetacional de matorral andino esclerófilo. Corresponde a un cordón montañoso con bosques relictos en quebradas. Cuenta con una superficie de 18.423 hectáreas. En este sector se encuentra el límite septentrional de las especies Austrocedrus chilensis (ciprés de la cordillera) y Krameria cistoidea (pacul), protegidas dentro del Santuario de la Naturaleza Serranía El Ciprés, en el cual se inserta el cerro Tabaco. Otras especies vegetales que forman bosquetes en el cerro son Lithraea caustica (litre), Quillaja saponaria (quillay), Cryptocarya alba (peumo), Peumus boldus  (boldo), Azara dentata (corcolén) y Colliguaja integerrima (colliguay).
En la cumbre del cerro hay petroglifos.